# Endangiitis obliterans

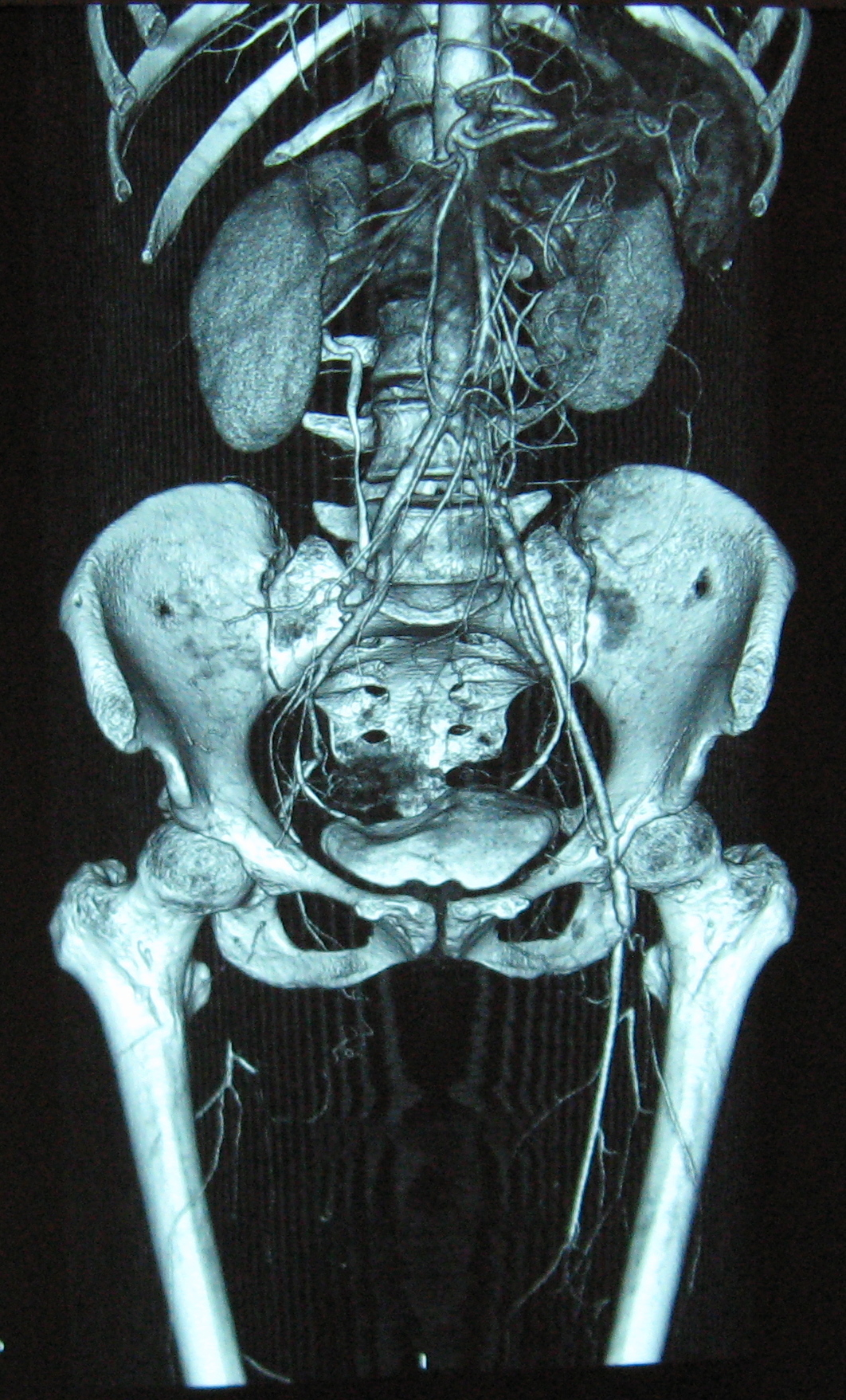
Morbus Buerger

Die Endangiitis obliterans oder Thrombangiitis obliterans ist eine chronische segmentale fibrosierende Gefäßentzündung (Vaskulitis) kleiner und mittelgroßer Arterien (Endarteriitis, früher auch Entarteriitis) und Venen überwiegend der unteren Extremität. Innere Organe sind in der Regel nicht betroffen. Synonyme sind Winiwarter-Buergersche Erkrankung, Morbus Winiwarter-Buerger, Winiwarter-Buerger-Syndrom oder Buerger-Syndrom, benannt nach den Erstbeschreibern Felix von Winiwarter und Leo Buerger.
Betroffen von der schubweise verlaufenden Erkrankung unbekannter Ursache sind in der Regel junge Männer unter 40 Jahren mit starkem Nikotinkonsum (75 Prozent der Betroffenen). In Westeuropa mit Ausnahme des Mittelmeerraumes eher selten, stärkste Prävalenz in Indien, Korea und Japan. Die Lebenserwartung ist normalerweise nicht vermindert.

## Ätiologie
Die Ursache der Endangiitis obliterans ist bisher unbekannt, postuliert wird jedoch ein Zusammenspiel von Genen (vor allem HLA B5 und A9) und exogenen Schadstoffen (Noxen) (Nikotin, zugeführt durch Rauchen oder Pflaster). Auch Autoantikörper werden in der Entstehung diskutiert.
Das Nikotin führt zu einer übermäßigen Tonisierung der Venen und somit gewinnt der (Blut-)Fluss als pathologischer Faktor an Bedeutung. Es scheint eine genuine Entzündungsbereitschaft vorzuliegen. Auch Kälteeinwirkung kann den Krankheitsverlauf verstärken bzw. beschleunigen. Im Jahr 1874 beschrieb Otto Heubner die Endarteriits syphilitica, eine bei Syphilis aufgetretene Endarteriits obliterans von Hirngefäßen.

## Symptome  und Diagnostik
Meist fällt ein Kältegefühl der betroffenen Extremität auf in Kombination mit Ruheschmerzen, ähnlich denen einer peripheren arteriellen Verschlusskrankheit. Typisch ist auch ein Raynaud-Syndrom der betroffenen Extremität sowie eine wandernde oberflächliche Entzündung der Venen (Phlebitis migrans). Eine bläuliche Verfärbung der äußeren Extremitäten einhergehend mit Berührungsschmerz kann ebenfalls ein Zeichen der Erkrankung sein. An den Finger- und Zehenspitzen finden sich zum Teil Nekrosen, eine Gangrän sowie trophische Störungen der Nägel bis zur Akroosteolyse. Auch neurologische Symptome wurden bei Schädigung der Gehirngefäße beschrieben. Die Diagnose wird in der Regel anhand des klinischen Verlaufs, der Angiographie und der patho-histologischen Untersuchung der betroffenen Gefäße gestellt.

## Differentialdiagnose
Vor allem die klassische periphere arterielle Verschlusskrankheit, arterielle Embolien, venöse Insuffizienz und andere Vaskulitiden müssen ausgeschlossen werden.

## Pathologie
Initial findet sich ein gemischtes entzündliches Infiltrat aus Lymphozyten, Granulozyten und Plasmazellen in allen Gefäß-Wandschichten. Die Entzündung führt zum Endothelschaden mit sekundärer Auflagerung von thrombotischem Material und Nekrosen der Tunica media der Gefäße und letztlich zum Verschluss des betroffenen Gefäßes. Der Thrombus kann im weiteren Verlauf rekanalisiert  
werden. Die Gefäßwand fibrosiert meist.

## Therapie
Sofortiger Nikotin-Verzicht und Vermeidung von Kälte kann zum Stillstand der Erkrankung führen. Patienten, die weiterrauchen, haben eine schlechte Prognose. Infusionstherapien mit Prostaglandin E1 und eine prophylaktische Therapie mit Acetylsalicylsäure sind anzuraten. Eventuell kann eine interventionelle oder operative Sympathektomie (Denervierung) helfen. Bei ausgedehnten Nekrosen können Amputationen notwendig werden. Die Amputationsrate der betroffenen Extremität liegt bei etwa 30 Prozent.
Im Rahmen von unkontrollierten Verlaufsbeobachtungsstudien konnte eine Anwendung von aufeinanderfolgenden Immunadsorptionszyklen eine starke Verminderung der Krankheitsaktivität hinsichtlich klinischer Symptomatik, Opioidverbrauch und Ischämie-Ereignissen zeigen.

## Erstbeschreibungen
- Otto Heubner: Die luetische Erkrankung der Hirnarterien nebst allgemeinen Erörterungen zur normalen und pathologischen Histologie der Arterien sowie zur Hirncirculation: Eine Monographie. F. C. W. Vogel, Leipzig 1874.
- Felix von Winiwarter: Ueber eine eigenthümliche Form der Endarteriitis und Endophlebitis mit Gangrän des Fusses. In: Archiv für Klinisch Chirurgie. Band 23, 1879 S. 202.
- Leo Buerger: Thrombo-Angiitis Obliterans: A study of the vascular lesions leading to presenile spontaneous gangrene. In: Am J Med Sci. Band 136, 1908, S. 567.